# Anasagasti (Buenos Aires)
Anasagasti es un paraje rural del partido de Navarro, provincia de Buenos Aires, Argentina.

## Población
Durante los censos nacionales del INDEC de 2001 y 2010 fue considerada como población rural dispersa.